# Jean-Jacques Soudeille
Jean-Jacques Soudeille, né en 1899 et mort en septembre 1951, également connu sous ses pseudonymes Souzy, Jean Jacques, et Jacques Perdu, est un historien, journaliste, communiste et résistant français.

## Biographie
D'abord militant du Parti communiste-SFIC (futur Parti communiste français), il devient critique sur l'évolution du parti dès 1924, et signe la « Lettre des 250 » de l'opposition de gauche en 1925. Il crée ensuite un groupe communiste oppositionnel à Lyon, qui est en contact avec le groupe parisien de Boris Souvarine.
Il rejoint le Cercle communiste démocratique lors de sa fondation en 1930.
En 1940, il crée le groupe de résistance « France Liberté » avec Elie Péju, Antoine Avinin et Auguste Pinton, mouvement qui, en décembre 1941, devient Franc-Tireur. Soudeille s'investit dans la publication du journal clandestin du mouvement.
À partir de 1943, il représente Franc-Tireur à l'Assemblée consultative provisoire d'Alger sous le pseudonyme de Jean Jacques.
 
À la Libération, déçu par l'évolution politique de la France, il cesse le militantisme actif.
Il fut le directeur de Radio Brazzaville.

## Publications
- Jean Jacques, Luttes sociales et grèves sous l’ancien régime : vie et mort des corporations, Spartacus, 1970. Réédition sous le titre Luttes sociales au temps des corporations, Spartacus, 2022, 202 pages.
- Jacques Perdu, La Révolte des canuts, Spartacus, 1974.
- Jacques Perdu, La Révolution manquée, l'imposture stalinienne, préface de Charles Jacquier, Éditions Sulliver, 1997.
- Jean-Jacques, La Résistance française, Office français d’édition, 1944.